# صراع بين القدماء والمعاصرين
بدأ الصراع بين القدماء والمعاصرين (بالفرنسية: querelle des Anciens et des Modernes) على الملأ باعتباره جدالاً أدبيًا وفنيًا ثم تصاعدت حدته مع بداية العقد التاسع من القرن السابع عشر وأزعج أكاديمية اللغة الفرنسية.

## الجدال في فرنسا
على أحد جانبي الجدال كان القدماء (Anciens) بقيادة بوالو. وكان القدماء يؤيدون فضائل الكتاب القدامى وكانوا يزعمون أن الكاتب لا يمكنه أن يفعل أي شيء أفضل من تقليدهم. وعلى الجانب الآخر كان هناك المحدثون (Modernes) الذين فتحوا النار أولاً في كتاب بيرو Le siècle de Louis le Grand («قرن لويس العظيم،» 1687) وأعرب في هذا الكتاب عن دعمه لفضائل الكتاب في قرن لويس الرابع عشر وأعرب كذلك عن موقف المحدثين في جملة مختصرة:
| La docte Antiquité dans toute sa durée A l'égal de nos jours ne fut point éclairée. | إن العصور القديمة، على جميع امتداداتها لم تكن يومًامستنيرةً بما يساوي عصرنا هذا. |

وقد اتبع فونتنل ذلك سريعًا بكتاب Digression sur les anciens et les modernes (1688), انحاز فيه إلى جانب المحدثين، مدافعًا بحجة أن العلماء المحدثين مَكنوا الإنسان الحديث من التفوق على القدماء في المعرفة.
في السنوات الأولى من القرن التالي عرض ماريفو نفسه باعتباره مُحدثًا عند إنشاء نوع جديد من المسرح غير معلوم للقدماء وهو الكوميديا العاطفية (comédie larmoyante). ففي ذلك المسرح يتم حل التراجيديا القائمة في نهاية المسرحية وسط حالة من التصالح وانهمار الدموع. قدم جان راسين نفسه باعتباره من القدماء من خلال تقييد اختيارات موضوعاته من تلك المشتقة من أدب العصر القديم. كما قيد أيضًا أعماله التراجيدية بـ الوحدات الكلاسيكية المشتقة من الأعمال الكلاسيكية لـ فن الشعر: عند أرسطو: وهي وحدات المكان والزمان والفعل (موقع مشهد واحد و24 ساعة وأفعال متسقة على التوالي).
من بين الفرنسيين الذين اتخذوا جانب أحد الفريقين في هذا الصراع العظيم نجد جان جاك روسو الذي أشار في خطابه «خطاب إلى السيد دو أليمبرت»—ضد كل من هرطقة سوسينوس (التقدميين / المحدثين) والأورثودكسية المسيحية—إلى شكل قديم من العقلانية التي هي ليست ورعة وليست خانعة للعقيدة.

## التقييم
لقد كان الصراع بين القدماء والمحدثين مجرد غطاء لآراء متعارضة بشكل أعمق، وغالبًا ما يكون هذا الغطاء غطاءً ألمعيًا. فمجرد فكرة التقدم كانت محل هجوم من جانب بينما كانت السلطة على الجانب الآخر. فلقد أدت اهتمامات المتخصصين بالأثريات الجدد إلى إعادة تقييم حيوي لمنتجات العصر القديم الأمر الذي قد يؤدي في النهاية إلى وضع الكتاب المقدس تحت مجهر اختبار بعض المحدثين. فالهجوم على السلطة في النقد الأدبي له ما يقابله في بزوغ الاستكشاف العلمي، وتحدي المحدثين للسلطة في الأدب أنذر باتساع نطاق لاحق لاستفسارات في أنظمة السياسة والدين تبعث على التحدي.

## مناظرة بين جدالات القرن السابع عشر والقرن العشرين
في القرن السابع عشر، أقام سير ويليام تمبل الحجة على موقف المحدثين في مقالته حول التعلم القديم والحديث; وفي تلك المقالة كرر فكرة، التي وضعها أولاً برنارد أو تشارتر، أننا نرى المزيد فقط لأننا أقزام نقف على أكتاف العمالقة. ولقد أحدثت مقالة تمبل موجة بسيطة من الردود. ومن بين الآخرين، كان هناك رجلان اتخذا موقفًا معارضًا لتمبل كانا هما الكلاسيكي والمحرر ريتشارد بنتلي والناقد ويليام وتون.
و
لقد انتهت تلك المناقشة في إنجلترا بحلول عام 1696، ولكن أثارها مرة أخرى جوناثان سويفت الذي رأى في المعسكرين المتعارضين للقدماء والمحدثين اختزالاً لاتجاهين عامين في الحياة أو طريقتين للحياة. ولقد عبر عن مناقشته بطريقة أكثر وضوحًا في قصيدته الهجائية قصة حوض, والتي ألفها ما بين عامي 1694 و1697 ونشرت عام 1704 مع المقدمة الشهيرة صراع الكتب, بعد فترة طويلة من انتهاء معارك إطلاق النار الأولية في فرنسا. وتوفر القصيدة الهجائية الاستقطابية لسويفت إطارًا لشعراء الهجاء الآخرين في دائرة نادي سكريبلس المحيطين به.
هناك اثنان من الفلاسفة البارزين الآخرين في القرن الثامن عشر الذين كتبوا باستفاضة عن الفارق بين المحدثين والقدماء هما جيامباتيستا فيكو (من أمثلة أعماله De nostri temporis studiorum ratione) وإفرايم ليسينغ (فبالنسبة لهما المحدثون يرون «أكثر» ولكن القدماء يرون «أفضل»).
في إنجلترا في القرن التاسع عشر، دافع ماثيو أرنولد عن القدماء (ومن أبرزهم أفلاطون وأرسطو) ضد الاتجاهات العقلية التقدمية السائدة في زمانه، مع التركيز على الفارق بين الهلينية («أثينا»/السبب أو «الجمال والضوء») والعبرانية («القدس»/الإيمان). ولقد لفت أرنولد الأنظار إلى حقيقة أن الاختلاف الكبير بين القدماء والمحدثين يرتبط بفهم العلاقة بين الحرية/السبب والسلطة.
يؤكد ليو شتراوس أن الجدال بين القدماء والمحدثين (أو المدافعين عن كل جانب) يساء فهمه عند تقليصه إلى مجرد أسئلة عن التقدم أو التأخر، وهو بذلك يعارض قوة الكثير من التاريخ الفكري والنقد الأدبي في القرن العشرين. ولقد أعاد شتراوس نفسه إحياء «الصراع» القديم واتخذ جانب القدماء (ضد موقف المحدثين الذي يدافع عنه صديقه (ألكسندر كوجيف).